# Emily Bergl

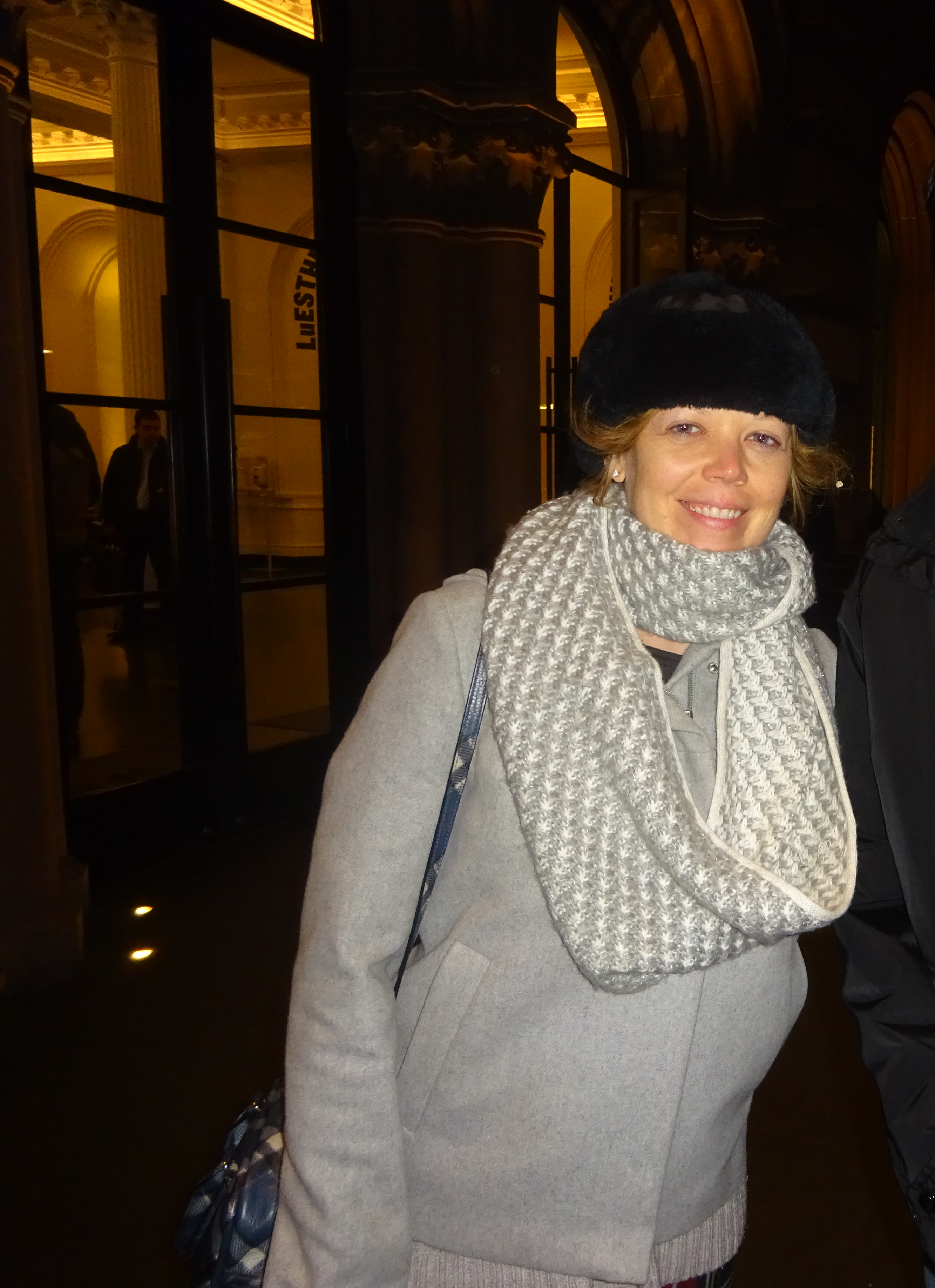
Emily Bergl

Emily Bergl (* 25. April 1975 in Milton Keynes, England) ist eine britisch-US-amerikanische Film- und Theaterschauspielerin.

## Leben
Emily Bergl wurde als Tochter eines britischen Architekten und einer irischen Mutter 1975 in Milton Keynes, einer Stadt in Südengland geboren. Im Alter von sechs Jahren zog sie mit ihrer Familie nach Chicago in die Vereinigten Staaten. Sie besuchte die Glenbrook South High School und später das Grinnell College, wo sie an diversen Aufführungen teilnahm, mit Phi-Beta-Kappa-Aufnahme, sowie einem Bachelor of Arts in Englisch und Theater beendete. Um ihre Schauspielkarriere zu fördern zog Bergl anschließend nach New York City, wo sie in einigen Theaterproduktionen mitwirkte; gleichzeitig wurde sie für mehrere Castings eingeladen, bis sie schließlich die Hauptrolle der Rachel Lang in Katt Sheas Carrie 2 – Die Rache angeboten bekam. Für ihre Leistung erhielt Bergl eine Nominierung für den Saturn Award 2000 als „Bester Nachwuchsschauspieler“.
Nachdem die Dreharbeiten zu ihrem ersten Film beendet waren, folgten weitere Film- und Fernsehproduktionen. Parallel zu ihrer Leinwandkarriere, spielte sie erfolgreich Theater. Sie spielte beispielsweise in Romeo und Julia am Old Globe Theatre in San Diego, sowie in Der Löwe im Winter am Broadway an der Seite von Laurence Fishburne und Stockard Channing. Für letztere Darbietung wurde sie sogar mit dem FANY Award (Friends of NY Theatre) in der Kategorie „Best Broadway Debut“ geehrt.
Bergl ist häufig in bekannten US-Fernsehserien – in zumeist Gastrollen – zu sehen, wie in NYPD Blue, CSI: Miami, Criminal Intent – Verbrechen im Visier, Gilmore Girls oder The Good Wife. In der Steven-Spielberg-Miniserie Taken verkörperte sie Lisa Clarke, die Mutter der Allie Keys (Dakota Fanning). In Folge erhielt sie 2003 in der Kategorie „Beste TV-Hauptdarstellerin“ erneut eine Saturn-Award-Nominierung.
Ab 2009 war Bergl wiederkehrend in den ersten drei Staffeln der Polizei-Serie Southland als Tammi Bryant zu sehen. In der siebten und achten Staffel der vielbeachteten Dramedy-Serie Desperate Housewives spielte sie die Beth Young. Es folgten vor allem weitere Auftritte in verschiedenen Fernsehserien, darunter ein längeres Engagement in Shameless in den Jahren 2014 bis 2015. Ihr Schaffen umfasst mehr als 50 Produktionen.

## Filmografie (Auswahl)
- 1999: Wasteland (Fernsehserie, Folge 1x05)
- 1999: Carrie 2 – Die Rache (The Rage: Carrie II)
- 2000: New York Cops – NYPD Blue (NYPD Blue, Fernsehserie, Folge 7x12)
- 2000: Emergency Room – Die Notaufnahme (ER, Fernsehserie, Folge 6x22)
- 2000: Chasing Sleep
- 2001: Happy Campers
- 2002: Taken (Miniserie, 5 Folgen)
- 2002–2003: Gilmore Girls (Fernsehserie, 4 Folgen)
- 2003: Star Trek: Enterprise (Fernsehserie, 3x09)
- 2004: CSI: Miami (Fernsehserie, Folge 2x13)
- 2006: Criminal Intent – Verbrechen im Visier (Law & Order: Criminal Intent, Fernsehserie, Folge 5x17)
- 2006: Fur: An Imaginary Portrait of Diane Arbus
- 2006–2008: Men in Trees (Fernsehserie, 6 Folgen)
- 2009: Medium – Nichts bleibt verborgen (Medium, Fernsehserie, Folge 5x02)
- 2009: Good Wife (The Good Wife, Fernsehserie, Folgen 1x06–1x07)
- 2009–2012: Southland (Fernsehserie, 14 Folgen)
- 2010: Grey’s Anatomy (Fernsehserie, Folge 6x22)
- 2010–2012: Desperate Housewives (Fernsehserie, 14 Folgen)
- 2011: Royal Pains (Fernsehserie, Folgen 3x04–3x05)
- 2011: Hawaii Five-0 (Fernsehserie, Folge 2x02)
- 2012: The Mentalist (Fernsehserie, Folge 4x20)
- 2013: Warehouse 13 (Fernsehserie, Folge 4x12)
- 2013: Blue Jasmine
- 2014: Elementary (Fernsehserie, Folge 2x23)
- 2014–2015: Shameless (Fernsehserie, 21 Folgen)
- 2014: The Knick (Fernsehserie, 3 Folgen)
- 2015: Law & Order: Special Victims Unit(Fernsehserie, Folge 16x16)
- 2016: Gilmore Girls: Ein neues Jahr (Gilmore Girls: A Year in the Life, Miniserie, Folge 1x02)
- 2016–2017: American Crime (Fernsehserie, 9 Folgen)
- 2018: You – Du wirst mich lieben (Fernsehserie, Folge 1x04)
- 2018–2023: The Marvelous Mrs. Maisel (Fernsehserie)
- 2019: Mindhunter (Fernsehserie, 9 Folgen)
- 2019: How to Get Away with Murder (Fernsehserie, Folge 6x01)
- 2020: Dirty John (Fernsehserie, 6 Folgen)
- 2021: Generation Wrecks
- 2022: FBI: Most Wanted  (Fernsehserie, Folge 4x06)
- 2023: Escaping Ohio